# Rafael Álvarez (cyclisme)
Alvarez   de Lara est un nom espagnol. Le premier nom de famille, en général paternel, est Alvarez ; le second, en général maternel, souvent omis, est de Lara.
Rafael Alvarez de Lara, né le 1er mars 1981, est un coureur cycliste espagnol spécialiste de four-cross.

## Palmarès en VTT

### Championnats du monde
- Val di Sole 2008 :  Champion du monde de four-cross

### Coupe du monde de four-cross
- 2008 : 1er du général, vainqueur de 3 manches